# Tachytrechus sinicus
Tachytrechus sinicus är en tvåvingeart som beskrevs av Stackelberg 1925. Tachytrechus sinicus ingår i släktet Tachytrechus och familjen styltflugor. Inga underarter finns listade i Catalogue of Life.